# Aishiteru no ni, Aisenai
Singles de AAA
Lover
(2015) NEW
(2016)
Aishiteru no ni, Aisenai est le 49e single du groupe AAA sorti sous le label Avex Trax le 16 septembre 2015 au Japon. Il arrive 4e à l'Oricon. Il se vend à 28 246 exemplaires la première semaine et reste classé 7 semaines pour un total de 32 618 exemplaires vendus en tout durant cette période. Aishiteru no ni, Aisenai se trouve sur l'album AAA 10th Anniversary Best.

## Liste des titres
| 1. | Aishiteru no ni, Aisenai (愛してるのに、愛せない)                |  |
| 2. | Aishiteru no ni, Aisenai (Instrumental) (愛してるのに、愛せない) |  |
| 3. | Think about AAA 10th Anniversary ~season 34~                     |  |
| 4. | Think about AAA 10th Anniversary ~season 35~                     |  |
| 5. | Think about AAA 10th Anniversary ~season 36~                     |  |